# Загибель богів (фільм)
«Загибель богів» (італ. La caduta degli dei) — кінофреска Лукіно Вісконті (1969) про розпад сімейства промислової аристократії (на кшталт Круппів з Ессену) і про події, пов'язані з ніччю довгих ножів в Третьому Рейху. Головні ролі виконали Гельмут Бергер, Дірк Богард та Інгрід Тулін. Фільм мав приголомшливий успіх у європейському прокаті. Він відкриває собою «німецьку трилогію» Вісконті і низку авторських стрічок про нацизм і його витоки.

## Сюжет
Німеччина, 27 лютого 1933 року. Барон Йоахім фон Ессенбек, глава металургійного концерну, святкує день свого народження у колі родичів і наближених. Тут зібралися: молодший син Йоахіма, Костянтин фон Ессенбек з сином Гюнтером; онучата племінниця Елізабет і її чоловік Герберт Тальман, віце-президент концерну; вдова старшого сина Йоахіма, Софі фон Ессенбек, її син Мартін, законний спадкоємець надбання фірми, а також її коханець Фрідріх Брукман, виконавчий директор сталеливарних заводів. Крім того, серед присутніх кузен Софі — гауптштурмфюрер СС Ашенбах.
Коли Мартін переодягнений як жінка імітує танець Марлен Дітріх з «Блакитного ангела», урочистість перериває термінове повідомлення з Берліна про підпал Рейхстагу. Глава сім'ї оголошує своє рішення призначити віце-президентом Костянтина, члена нацистської партії, що займає важливий пост в СА. Відправлений у відставку Герберт, людина ліберальних переконань, розуміє, що тепер він може врятуватися лише втечею за кордон. Користуючись ситуацією, Фрідріх, підбурений Софі і Ашенбахом, вночі вбиває старого Йоахіма в його спальні; злочин приписують Гербертові, який втік.
Відтепер формальним голавою концерну повинен стати спадкоємець — Мартін, зіпсований юнак із скутою волею. За підмовою матері він висуває на пост президента Фрідріха. Після самогубства дівчинки-єврейки Лізи Келлер, яку спокусив Мартін, обізнаний Костянтин починає шантажувати Мартіна, і той у паніці ховається на горищі замку. Софі домовляється з Ашенбахом про те, як зам'яти цю справу, і як усунути Костянтина за допомогою Фрідріха.
Удосвіта 30 червня 1934 року в Бад-Вісзе, в розташування загонів СА, де напередодні відбулося свято, що закінчилося п'яною оргією, прибуває загін СС на чолі з Ашенбахом, щоб винищити присутніх тут штурмовиків (див. Ніч довгих ножів). У цій акції бере участь Фрідріх, який, виконуючи волю Софі, розстрілює Костянтина з автомата. Всіляко провокуючи боротьбу за владу в сімействі Ессенбеків, есесівець Ашенбах використовує кожного з учасників цієї боротьби в інтересах нацистської справи.
Софі усуває Елізабет, домігшись відправлення її до концтабору, де та згодом помирає, та інтернування дітей, щоби змусити її чоловіка Герберта повернутися і передати себе до рук гестапо. Ашенбах переконує юного Гюнтера, сина Костянтина, вступити в лави гітлерівської партії, але головну свою ставку робить тепер на Мартіна, розпалюючи в ньому жагу влади і його приховану ненависть до матері, яка пригнічує його волю.
Прагнучи до самоствердження, Мартін ґвалтує матір. Незабаром він, вже одягнений в мундир СС, влаштовує у фамільному замку бенкет з нагоди її весілля з Брукманом. Пройшовши ритуал вінчання, напівбожевільна Софі і покірний Фрідріх отримують від Мартіна «в подарунок» ампули з ціаністим калієм. У фіналі Мартін у нацистському вітанні застигає над трупами наречених.

## В ролях

Гельмут Грім (Ашенбах) і Гельмут Бергер (Мартін фон Ессенбек)

Гельмут Бергер у сцені імітації виступу героїні Марлен Дітріх у фільмі «Блакитний ангел»

| Актор               | Роль                    |
| ------------------- | ----------------------- |
| Гельмут Бергер      | Мартін фон Ессенбек     |
| Дірк Богард         | Фрідріх Брукман         |
| Інгрід Тулін        | Софі фон Ессенбек       |
| Гельмут Грім        | Ашенбах                 |
| Рено Верле          | Гюнтер фон Ессенбек     |
| Умберто Орсіні      | Герберт Тальман         |
| Рейнгард Кольдехоф  | Константин фон Ессенбек |
| Альбрехт Шьонхальс  | Йоахім фон Ессенбек     |
| Флорінда Болкан     | Ольга                   |
| Нора Річчі          | гувернантка             |
| Шарлотта Ремплінг   | Елізабет Тальман        |
| Ірина Ванка         | Ліза                    |
| Карін Миттендорф    | Тільда Тальман          |
| Валентина Річчі     | Еріка Тальман           |
| Вольфганг Хіллінгер | Янек                    |
| Естер Карлоні       | Маделіна                |

## Витоки
Ідея зняти фільм про витоки нацизму виникла у Вісконті з планів перезняти «Макбет» на сучасному історичному матеріалі. Роздумуючи про можливі відповідності сюжету шекспірівської п'єси в сучасній історії, він наштовхнувся на журнальну статтю про сімейство Круппів, яке фінансувало військову індустрію Третього рейху. Під час роботи над сценарієм в сюжет були введені мотиви «Царя Едіпа» (інцестний зв'язок сина з матір'ю) і «Гамлета» (син-ізгой, що мстить матері і її коханцеві). Історія морального розкладання сімейства була переосмислена як образ «загибелі богів» — падіння патріархальної Європи з її віковими культурними засадами. На думку кінокритика А. Плахова, Вісконті вдалося сплавити воєдино міф і історію, заримувати сімейне і соціальне.

## Реакція
По виходу фільму в прокат одні рецензенти паплюили його за декадентство і незграбне жонглювання літературними ремінісценціями, що приїлися, інші — порівнювали з творами оперного мистецтва. За словами одного французького критика, «Загибель богів» — це «шекспірівська трагедія, поставлена як опера Вагнера»; інший критик писав, що це історія Круппів, побачена очима Верді. Фільм висувався на премії «Оскар» за найкращий оригінальний сценарій і «Золотий глобус» самому багатообіцяючому новачкові (Гельмут Бергер). У американський прокат стрічка вийшла в урізаному вигляді (без сцени оргії) і під іншою назвою — «Прокляті» (The Damned).

## Вплив
Слідом за «Загибеллю богів» з'явилося декілька інших фільмів, що шукали витоки фашизму в сексуальних перверсіях; серед них найбільш відомі: «Конформіст» Б. Бертолуччі (1970), «Нічний портьє» Ліліані Кавані (1974), «Салон Кітті» Тінто Брасса (1976). Зображений Вісконті образ що знищує себе зсередини сім'ї був переосмислений Фр. Копполою у «Хрещеному батьку» (1972) і П. Шеро в «Королеві Марго» (1994). Особливо незабутнє враження «Загибель богів» справила на Фассбіндера, який вважав його чи не найбільшим з усіх фільмів і неодноразово цитував з нього окремі сцени (наприклад, в «Китайській рулетці»).